# Onthophagus nammuldi
Onthophagus nammuldi là một loài bọ cánh cứng trong họ Bọ hung (Scarabaeidae).